# Big Glenn

Big Glenn var ett vindkraftverk vid Göteborgs hamninlopp som restes 2011 och revs 2018. Verket var under sin drifttid Sveriges största.

## Beskrivning
Verket uppfördes 2011 på Risholmen vid Göteborgs hamninlopp genom ett samarbete mellan flera aktörer, främst General Electric, Göteborg Energi  och Chalmers. Verket uppfördes som en första prototyp för ett antal havsbaserade vindkraftverk som då planerades i Hake Fjord, kallat Vindplats Göteborg. Projektet fick senare avslag i Mark- och miljödomstolen i december 2014 efter domstolsförhandlingar där motståndet företräddes av föreningen Göteborgs kultur- och miljöarv. Avslaget motiverades med risken för att under uppförandeprocessen orsaka spridning av gamla förorenade muddermassor, men också konflikter med riksintresse för sjöfart och friluftsliv samt bristande samhällsekonomisk nytta. 
Verket var under sin drifttid 2011–2018 Sveriges största vindkraftverk med en toppeffekt på 4,1 MW och en möjlig årsproduktion på cirka 15 GWh. Leverantör var General Electric, tornhöjden var 85 meter, rotordiametern 113 meter och vingspetsarnas högsta höjd 145 meter. Kostnaden angavs till 80 miljoner kronor, vilket med den angivna årsproduktionen och en antagen livslängd på 25 år skulle gett en investeringskostnad på 21 öre/kWh.
Verket hade en acceptabel tillgänglighet de 3 första åren, men fick sedan betydande driftproblem, och kom under sina 7 år att producera ca 45 GWh istället för budgeterade 105 GWh, drygt 40% av planerad produktion. 
Även om verket stod på en liten halvö med vägförbindelse så var det en off-shore-maskin på så sätt att flera komponenter, till exempel de 56 meter långa vingarna, hade sådan storlek att båttransport var det enda praktiskt möjliga sättet att frakta dem till uppställningsplatsen. 
Modellen på 4,1 MW och 113-meters-turbin var den första i sitt slag byggd av General Electric, som tidigare byggt något mindre maskiner, till exempel en 3,6 MW-modell som varit i drift sedan 2004 bland annat i Arklow Bank Wind Park(en) öster om Irland. Planerna var att etablera serieproduktion för Europa med tillverkning av olika delar i Norge, Sverige, Storbritannien och Tyskland. 2014 meddelade dock General Electric att man avbröt planerna på serieproduktion, vilket lämnade Göteborg Energi som ägare till en unik prototyp. På grund av olika driftproblem och reservdelsproblem gjordes 2018 en överenskommelse mellan Göteborg Energi och General Electric att avveckla maskinen.

### Namnet "Big Glenn"
Namnet "Big Glenn" tillkom i en omröstning och är ett utslag av Göteborgshumor där man anspelar på att Göteborg ibland kallas Lilla London där man i London finner Big Ben, samt föreställningen att "Glenn" är ett vanligt förekommande namn i Göteborg. Talesättet "Alla heter Glenn i Göteborg" myntades 1982 då fotbollslaget IFK Göteborg hade inte mindre än 4 spelare med detta namn.

### Tekniska data
Vindkraftverket var utrustat med en permanentmagnetiserad synkrongenerator, som är direktkopplad till turbinen utan att passera någon växellåda. Turbinen ("propellern") och generatorn har således alltid samma varvtal. Till generatorn var kopplat en fulleffektomriktare av back-to-back-typ. Omriktaren på maskinsidan kontrollerar maskinens vridmoment, medan omriktaren på nätsidan kontrollerar spänningen över DC-länken samt den reaktiva effekten som matas ut på nätet. Genom arrangemanget med omriktare så är maskinens varvtal (turbin och generator) inte bundet till en multipel av nätfrekvensen, utan tillåts variera mellan 9,2 och 19 varv per minut. Genom att delvis variera varvtalet i proportion till vindhastigheten fås en bättre verkningsgrad för turbinen än vad som skulle varit möjligt med fast varvtal. Ett lägre varvtal vid låga vindhastigheter ger dessutom lägre ljudnivåer.
Verket började leverera ström vid vindhastigheten 3,5 m/s (inkopplingshastighet, cut-in speed). Vid denna vindhastighet är det nätt och jämnt att den producerade strömmen täcker egenförbrukning, men effekten ökar sedan kraftigt med ökande vind och uppnår toppeffekten 4,1 MW vid vindhastigheten 14 m/s (märkvind, rated wind speed). Vid vindhastigheter över märkvinden vinklas turbinbladen så att delar av vinden spills genom turbinen. Detta gör så att effekten inte överstiger toppeffekten, vilket annars skulle överbelasta kraftverket. Vid vindhastigheter över 25 m/s (urkopplingshastighet, cut-out speed) stängs kraftverket av, även detta för att inte riskera överbelastning på verket.
Den planerade årsproduktionen på 15 GWh motsvarade till exempel elförbrukningen i 3 750 lägenheter (4 000 kWh/år, lägenhet) eller 1 000 elvärmda villor (15 000 kWh/år, villa).
| Tekniska data för Big Glenn | Tekniska data för Big Glenn |
| --------------------------- | --------------------------- |
| Modellbeteckning            | GE 4.1-113                  |
| Nominell (max) effekt       | 4,1 MW                      |
| Rotordiameter               | 113 m                       |
| Svept yta                   | 10 030 m2                   |
| Effekttäthet                | 0,03 m2/kW                  |
| Antal rotorblad             | 3                           |
| Vindklass                   | IEC 1b                      |
| Minsta rotorvarvtal         | 9,2 rpm                     |
| Största rotorvarvtal        | 19 rpm                      |
| Cut-in vindhastighet        | 3,5 m/s                     |
| Cut-out vindhastighet       | 25 m/s                      |
| Rated wind speed            | 14 m/s                      |